# Француско-белгијска школа стрипа
Кад се говори о стрип-стваралаштву, помиње се неколико главних "стрип-школа", међу којима се, поред америчких и британских стрипова и јапанске манге, издвајају француско-белгијски стрипови, који се означавају скраћеницом "BD" (фр. "bande dessinée" - "цртане траке"). а стилски се издвајају стрипови аутора окупљених прво око редакције стрип-часописа Тинтин и Спиру а потом и часописа Пилот, Метал ирлан и Асивр (фр. Tintin, Spirou, Pilote, Métal Hurlant, A Suivre). Мањи број стрипова те школе (стрипови холандских и шпанских аутора) није настао на француском говорном подручју, али се у њу сврставају због њеног утицаја на њихов настанак. Часопис Тентен је као Којфје (хол. "Kuifje") врло успешно излазио у Холандији.

## Историја
Према широј дефиницији у ову школу се укључују сви стрипови које су, без обзира на порекло и националност аутора, првобитно објављени у часописима белгијских или француских издавача: Дипи, Дарго, Ломбар, Делкур, Глена, Кастерман, Норма (фр. Dupuis, Dargaud, Le Lombard, Delcourt, Glénat, Casterman, Norma Editorial).
Историјат класичног стрипа у Белгији иде назад све до након I. светског рата. Осим неких раних остварења (рецимо "Zig et Puce" објављени 1925. у часопису Excelsior) издваја се један јунак стрипа који опстаје све до данас: године 1929. у часопису "le Petit Vingtième" појављују се прве авантуре славног репортера Тинтина (код нас је у јавност ушао као Тинтин).
Паралелно стим и у Француској су се развијале разне претаче стрипа, у виду илустрација и гегова, у дневним и другим периодикама. Међу првима издваја се дечји часопис Саинт-Ницолас од око 1880. године, а од 1908. као један од првих репрезентативних стрипова се појављује "Сам ет Сап" – доживљаји једног дечака црнца и његовог мајмуна.
Данас добро познати стил је почео да се уобличава у такозваној "марцинел-школи"  стрип аутора груписаних око часописа Спиру у периоду између 1950-1960. Стил се тако назива по граду Марцинел (Marcinelle) у белгијској општини Шарлроа, где се уредништво листа тада налазило. То је комбинација хумористичког покрета и шематског, мање или више реалистичног цртежа. Велика четворка која је започела ту школу били су Андре Франкен, Жиже, Морис и Вил (Franquin, Jijé, Morris, Will).
Са овом школом или правцем стрипа је уско повезан и назив за стрип "Девета уметност" (фр. "Le Neuvième Art"), пошто се у европском домену, за разлику чак и од америчког где је модеран стрип настао, стрип заиста тако и третира. То је између осталог и разлог успона европског стрипа, који је пребродио техничке и генерацијске кризе краја прошлог века и успешно се адаптирао захтевима двадесет првог. У свом старту правац је пре свега био дечије оријентисан (што је углавном остао и данас) али је временом настало мноштво креативних дела и у алтерантивном (хорор, ски-фи итд.) и реалистичном маниру.
Компактна традиција европског стрипа настала у јединственој културној и језичкој – франкофоној – средини на наше цртаче и љубитеље стрипа утицала је можда исто колико и амерички стрип. На енглеском говорном подручју је често третиран као синоним самог европског стрипа у целини, те је за њега адаптиран израз "Euro Comics".

## Формати и стилови
До Другог светског рата стрипови су излазили у каишевима дневних листова или у стилу сликовнице. Међутим у Француској је око 1945. године осмишљен нови, стрип-албум формат, који је личио на књигу величине А4. Такав стрип је у то време у Француској био у тврдом повезу и меком у Холандији. Цео стрип је био у колору, ручно бојен. У почетку су епизоде излазиле у таквом албум-формату тек након што су им странице (обично њих 44) изашле у неком стрип магазину. Касније, Франко-белгијски стрипови више нису ни излазили у магазинима, већ ексклузивно били штампани у албумима, и тако је покренута нова ера стрип-колекционарства. Изгледа да је тај тип стрипа до краја 1980-их и потиснуо магазине, чак и оне ексклузивније као што су Тинтин, Асуивре, Метал Хурлант и Пилот, који су престали да излазе.
Поред тога, распродати албуми касније су били издавани у збирним, такозваним "омнибус" издањима или како их у стрип култури популарно зову – у интегралама. Овај формат, стрип-албум је био и остао одлика европског карактера, различит од америчког традиционалног (енгл. comic book) формата.
Што се стила тиче, у овој школи преовладава три правца:

#### Реалистични стил
Карактерише га мукотрпно разрађен, перфекционистички детаљ. Код неких аутора чак и толико реалистичан (користећи класичне уметничке форме, на пример сликање темпером, акрилом итд.) да се чини да је циљ апсолутна убедљивост: нпр. у делима Дона Лоренса (Don Lawrence) популарног у Холандији, или у стриповима аргентинца Хуана Гименеза које је радио за Метал Хурлант. Многи аутори – за разлику од шпанских и италијанских – чак избегавају и уметничке елементе скицираних линија и стилизам, користећи искључиво равне линије: нпр. у стрипу Танги и Лавердир (фр. Tanguy et Laverdure) који је у почетку цртао Удерзо, а касније разрадио Жиже (Jijé) аутор Џерија Спринга, или у стрипу Лик Оријент цртача Едија Папе (Eddy Paape). У класичној форми – по узору на америчку школу (нпр. Хал Фостер или Берн Хогарт) – беспрекорно је разрађен и графички (црно-бели) стил, као у случају стрипа Боб Моран, или у радовима Пикарда (Georges Pichard).
У јединствен ваншематски стил спадају Моебијусова дела, који је за повлачење линија радо користио кичицу уместо пера, техника која је инспирисала низ аутора. Типични представници су даље Росински (Grzegorz Rosiński) са веома квалитетним Торгалом и са себи својственим реалистичким стилом Хуго Прат са популарним Корто Малтезеом.

#### Комично-динамичан стил
Ово је карикатурна линија заснована на делу Дизнијевог сарадника Карла Баркса (Carl Barks). Везу са Дизнијем један од главних представника Удерзо и не негира. Стрип-магазини Pilote, Spirou и L'Écho des savanes у свом опусу скоро ексклузивно доносе комично-динамичан стрип. Главни носиоци стила су цртачи Франкин, Морис, Роба (Jean Roba) аутор популарног Била и Була, затим Пејо (Штрумфови), Салверијус и Каувин (Louis Salverius, Raoul Cauvin) са Плавим блузама, Табари (Jean Tabary) са Изногудом, Валтери (François Walthéry) – стрип Наташа – и већ поменути Удерзо.

#### Шематски стил
Правац "чисте линије" – у преводу француског израза за овај стил (фр. Ligne-Claire) – започео је Херже са Тинтином. Одликује га јака линија униформног карактера, без тонисања, што доводи до дводимензионално-равног и веома једноставног цртежа. Карактери и амбијент бивају редуковани на скоро шематски приказ. Насупрот динамичног правца, за овај стил се каже да представља "споре" цртеже, без скицираних и слободних линија. Поред Хержеа главни представници су Морис Тилије (Maurice Tillieux) аутор Жила Журдана (Gil Jourdan), Едгар Јакобс (Edgar P. Jacobs) креатор Блејка и Мортимера (Blake et Mortimer), затим француски илустратор Евер Меулен (Ever Meulen), као и холандски дизајнер и архитект Јост Сварт (Joost Swarte).

#### Изузеци и манга
Има и стрипова прелазног карактера, који стоје између реалистичног и карикатурног (налик на Аниме), као на пример Тарквинов (Didier Tarquin) Трол од Троје (фр. Trolls de Troy) или инспиративни радови Барбучија (Alessandro Barbucci) и Крисеа (Didier Crisse) који се сигурно не уклапају у класично схватање карикатурног, пре спадају у домен анимираног света Дримвокркса (енгл. DreamWorks).
Код аутора новије генерације постоји видан утицај јапанске манге (Frédéric Boilet, Fabrice Neaud, David Beauchard, Aurélia Aurita и др.), која је оформљена и под засебним именом "Нова Манга" (фр. "La nouvelle manga"). Међутим, иако Француска даје 50% европске манге, од француских аутора само ретки успеју да се пробију на захтевну јапанску сцену. Један од њих је млади аутор Тони Валенте чији је стрип "Радиант" запазио јапански уметник Јусуке Мурата и предложио његову премијеру 2015. године у престижном јапанском часопису Асукашинша. Међу другим Еуроманга ауторима који су у Јапану постигли афирмацију су Juan Diaz Canales, Thomas Day, Olivier Ledroit, Régis Loisel, Enki Bilal, Emmanuel Lepage и Arthur de Pins.

## Представници
Вероватно најпознатији стрип ликови ове школе су Поручник Блубери, Астерикс, Талични Том, Спиру и Фантазио, Гаша, Марсупилами, Тинтин, Крцко, Штрумфови, Бил и Бул, Плаве блузе (фр. Les Tuniques Bleues), Изногуд, Валеријан, а најпознатији аутори су Франкин, Гошини, Морис, Удерзо, Пејо, Машерот, Грег, Берк, Валтери, Ерже, Херман, Ходоровски, Жан Жиро (Моебијус) и други.
Иако су ови стрипови углавном усмерени Француско-белгијском тржишту, не постоји део света где се на полицама књижаре или у киоску не могу пронаћи њихови преведени примерци. Такав је случај рецимо са Астериксом, који је код нас доживео безброј издања, а његова популарност ни код једне генерације не јењава (нарочито ако се узме у обзир и свежа адаптација на филм). На нашем простору најпознатији издавачи ових дела су Дечје новине из Горњег Милановца и Стрипотека новосадског Маркетпринта, а не заостаје ни Политикин Забавник (новије и Мали Забавник).